# Werner Specht
Werner Specht (* 1942 in Lindenberg im Allgäu) ist ein deutscher Maler, Zeichner, Grafiker, Mundartdichter, Komponist und Buchautor.
Der vielseitige Künstler lebt in Goßholz, einem Ortsteil von Lindenberg im Allgäu. Werner Specht ist im Allgäu verwurzelt, er dichtet und singt im Westallgäuer Dialekt und bevorzugt für seine Ausstellungen und Konzerte das Allgäu und die angrenzenden Regionen. Bekannt ist er allerdings weit darüber hinaus. Lieder von Werner Specht sind im Bayerischen Rundfunkprogramm zu hören und mehrere Fernseh- und Rundfunksendungen, darunter ein Einzelporträt im Bayerischen Fernsehen, widmeten sich bereits dem Künstler.
Werner Specht ist Mitglied im Bundesverband bildender Künstlerinnen und Künstler (BBK).

## Leben
Werner Specht begann seine musikalische Laufbahn im Jahr 1957, also mit 15 Jahren, als er durch Gitarrespielen bereits erste Einnahmen verbuchen konnte. Er gründete die Band Baccara, mit der er zwei Jahrzehnte lang an Wochenenden auftrat und damit bei vielen bis heute in eindrucksvoller Erinnerung geblieben ist. In dieser Zeit studierte er Malerei und Grafik an der Akademie für das graphische Gewerbe (heute Hochschule für angewandte Wissenschaften München) und an der École de Paris, einer freien Schule für Malerei in Paris.
Anfang der 80er Jahre hatte Specht erste Erfolge mit Auftritten in der Folkmusik, nachdem er den Dialekt als eine ihm angemessene Form des künstlerischen Ausdrucks erkannt hatte. 1982 erhielt er den Sieben-Schwaben-Preis bei einem Wettbewerb der Augsburger Allgemeinen mit dem Titel Gschwätzt, gschpielt und gschriebe.
Zahlreiche Auftritte im Bayerischen Rundfunk machten ihn einer breiten Öffentlichkeit bekannt. Nach verschiedenen Rundfunksendungen folgten unter anderem Fernsehauftritte in der Abendschau und Zwischen Spessart und Karwendel des Bayerischen Rundfunks sowie im Sprungbrettl des Süddeutschen Rundfunks.

## Werk
Werner Specht zeichnet sich als aufmerksamer Beobachter seiner Umwelt aus und verfügt über das Talent, seine unterschiedlichen Gefühle und Stimmungen wie beispielsweise Melancholie und Heiterkeit in seinem künstlerischen Werk angemessen wiederzugeben. Dabei beeinflussen und ergänzen sich seine verschiedenen Schaffensbereiche und regen sich gegenseitig an. In den eher kurzfristigen schöpferischen Phasen befasst er sich mal mit der Leinwand, dann wieder mit Komposition und Musizieren. Veröffentlichungen von Büchern und Musikalben wechseln sich bei ihm ebenfalls ab, allerdings in größeren Intervallen.

### Der Maler, Zeichner und Grafiker
Als Maler betätigt sich Specht auf den Gebieten Acrylmalerei, Zeichnung und Aquarell. Seine Themen findet er bevorzugt in seiner heimatlichen Landschaft. Regelmäßige Einzel- und Gesamtausstellungen fördern seinen Bekanntheitsgrad. Viele seiner Arbeiten befinden sich in privatem und öffentlichem Besitz.
In der jährlich stattfindenden Westallgäuer Kunstausstellung trat er sowohl als Künstler als auch als Mitorganisator in Erscheinung.

#### Einzelausstellungen
- Osram-Haus München
- Insel Mainau
- Tagungs- und Bildungszentrum Irsee
- Kunstverlag Weingarten
- Kornhaus Weiler
- Eselsmühle Wangen
- Kurhaus Bad Hindelang
- Malhaus Wasserburg
- Kurhaus Oberstdorf
- Zoologische Staatssammlung München
- Verlag Dannheimer, Kempten
- Kornhaus Kempten
- Schloss Türkheim
- 2004–2006 Jazzfrühling in Kempten: Plakate, Ausstellungen
- Hohes Schloss Bad Grönenbach

### Der Dichter und Buchautor
Specht ist auch Autor von Büchern, in denen er Gedichte und Geschichten über das Allgäu, aber auch seine Liedtexte veröffentlicht und sie mit seinen Bildern illustriert.

#### Bücher
- 1988 – Wie schön ein Jahr zu spüren. Verlag Tobias Dannheimer, Kempten, ISBN 3-88881-033-7
- 1991 – Sehnsucht nach dem Winter. Verlag Tobias Dannheimer, Kempten, ISBN 3-88881-012-4
- 1995 – Wenn die Zeit träumt. Verlag Tobias Dannheimer, Kempten, ISBN 3-88881-020-5
- 1999 – Am Fenster geht ein Jahr vorbei. Verlag Tobias Dannheimer, Kempten, ISBN 3-88881-034-5
- 2002 – Farben der Jahre.  Verlag Tobias Dannheimer, Kempten, ISBN 3-88881-042-6
- 2007 – As git no allad a Liecht. Verlag Tobias Dannheimer, Kempten, ISBN 3-88881-054-X
- 2010 – Das Dorf am Ende der Zeit. Verlag Schöler, Immenstadt, ISBN 978-3-925011-15-3
- 2012 – Undrliats : Geschichten, Bilder, Lieder. Verlag Schöler, Immenstadt, ISBN 3-925011-17-X

### Der Liedermacher und die Musikergruppe
Specht gehört zu den wichtigsten Vertretern zeitgenössischer Volksmusik im Allgäu. Als Liedermacher nimmt er in seiner Heimat eine besondere Stellung ein. Bereits 2002 verfügte sein Repertoire über mehr als 200 selbst verfasste und komponierte Lieder.
Zur Aufführung seiner Musik hat sich der Künstler, der selbst mehrere Instrumente spielt, unter dem Namen Werner Specht und Gruppe mit den folgenden Musikern zusammengefunden:
- Werner Specht (Gitarre, Zither, Mundharmonika, Banjo, Ukulele, Bouzouki)
- Peter Zürn (Hackbrett, Gitarre, Akkordeon, Maultrommel)
- Sohn Marcus Specht (Vibraphon, Glachter, Steel Drum)
- Heiner Merk (Bass, Klavier)

Werner Specht und seine Gruppe geben Veranstaltungen im kleinen Rahmen den Vorzug, beispielsweise in Wirtshäusern. Daneben gibt es auch Auftritte auf großer Bühne, zum Beispiel als Vorgruppe von Konstantin Wecker oder Chris de Burgh oder vor der Kulisse von Kloster Banz im Rahmen der Songs an einem Sommerabend.
Mit anderen experimentierfreudigen Musikern begeht Specht immer wieder neue Wege, die ihn musikalisch herausfordern; so gab es einen gemeinsamen Auftritt des Liedermachers mit der Stadtkapelle Lindenberg. Der Orchesterleiter hatte die teilweise melancholischen, dann wieder witzigen und fröhlichen Lieder Spechts, die sonst mit Gitarre, Schlagzeug und Bass gespielt werden, für die 60 Instrumentalisten seiner Blaskapelle so arrangiert, dass Specht nicht gegen die Bläser ansingen musste und der Charakter seiner Musik erhalten blieb.
Es gab auch gemeinsame Auftritte mit bekannten Musikern wie Fredl Fesl, Zither-Manä, Reinhard Mey, Wolfgang Ambros, Georges Moustaki und Klaus Hoffmann.

#### CDs und MCs
- 1991 – Zwischen den Jahren  (Audio-CD zusammen mit Hartmut Brandt)
- 1992 – as goht a Luft   (Audio-CD)
- 1993 – Lieder   (Audio-CD)
- 1994 – Z' Friede  (Musikkassette zusammen mit Peter Zürn)
- 1994 – Schtilla Wink'l  (Musikkassette zusammen mit Johnny Herrmann)
- 1994 – Walzer Leabe  (Audio-CD)
- 1995 – Momente  (Audio-CD)
- 1997 – Kumm hui  (Audio-CD)
- 1999 – Zwielicht   (Audio-CD)
- 2001 – Bergwind  (Audio-CD)
- 2003 – Machs jetzt  (Audio-CD)
- 2005 – morgesunne  (Audio-CD)
- 2007 – Der andere Weg  (Audio-CD)
- 2008 – Helle Nacht  (Audio-CD)
- 2010 – Nochedenke (Audio-CD) TSEE 110-0028 tonsee RECORDS
- 2012 –  Westwind (Audio-CD) TSEE 112-0030 tonsee RECORDS

## Auszeichnungen und Ehrungen
- 1982 Sieben-Schwaben-Preis
- 1993 Kulturpreis der Stadt Lindenberg
- 1993 Bayerischer Poetentaler für Verdienste um die bayerische Kultur
- 1994 Songpoetenpreis der Hanns-Seidel-Stiftung im Rahmen der Songs an einem Sommerabend
- 1997 Verdienstmedaille des Landkreises Lindau
- 2002 Förderpreis der Dr. Dazert Stiftung
- 2006 Heimatpreis Westallgäu auf dem historischen Eglofser Gerichtstag
- 2008: Allgäuer Ehrentaler des Heimatbundes Allgäu, für die Pflege des Dialekts und seinen Einsatz für die Allgäuer Heimat[2]